# Ørnen (schip, 1909)

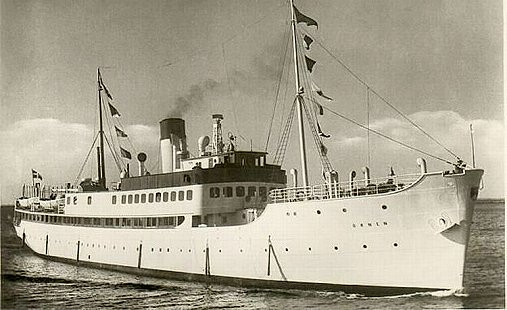
S/S Ørnen

S/S Ørnen (1909) was het zevende schip van de Dampskibsselskabet paa Bornholm af 1866.
Ze werd gebouwd door de scheepswerf Burmeister & Wain in Kopenhagen, opgeleverd in 1909 en in de vaart genomen.
Ze werd ingezet op de route Rønne - Kopenhagen. Tot en met 14 augustus 1929 heeft ze voor Dampskibsselskabet paa Bornholm af 1866 gevaren.

## Geschiedenis

### 1909-1929 S/SØrnen
1920: In 1920 werd ze gedeeltelijk herbouwd.

1924: Het schip strandt op de zuidpunt van Amager maar kon op eigen kracht weer loskomen en ging daarna meteen naar scheepswerf Burmeister & Wain voor het herstel van de schade aan de romp.

1929: In de jaren twintig waren er enige strenge winters wat de scheepvaart behoorlijk geneerde. op 15 februari 1929 voer het laatste schip van Rønne naar Kopenhagen. Het duurde twee-en-twintig dagen voordat er weer gevaren kon worden. Alleen S/S Ørnen was in stand om een overtocht te maken met de meest noodzakelijke goederen aan boord. Het zeilde niet naar Kopenhagen, maar naar Ystad. Op de 5e maart moest zij het echter ook opgeven en kwam reeds buiten de haven van Rønne vast te zitten. De lokale bevolking waagde zich op het ijs om haar van dichtbij te bekijken. Pas op 9 maart, toen zowel S/S Heimdal en M/S Frem zich in konvooi van Kopenhagen naar Rønne een weg hadden weten te banen, kon de S/S Ørnen naar Ystad varen met 35 ton goederen en 5 passagiers. 
In de zomermaanden van 1929 werd de vaarroute omgelegd. Er was nu een directe verbinding van Rønne naar Ystad naar Kopenhagen en vice versa. Hierna wordt ze uit dienst genomen. 

### 1930-1939 S/SÖrnen
1930: Op 2 december 1929 werd ze verkocht aan Stockholms Rederij AB Svea voor 300.000,- SEK. Vanaf dan wordt ze ingezet op de route Stockholm - Riga (Letland). Op 1 maart 1930 werd haar naam verzweedst van Ørnen naar Örnen. De veerboot werd tegelijkertijd opgefrist bij Kockums Værft in Malmö. De zwarte geschilderde romp werd wit geschilderd en het voordek van de boot werd overdekt. Vanaf mei wordt ze ingezet op de route Stockholm (Kungsholms Hamn) - Södertälje (via Södertälje Kanal) - Oskarshamn - Borgholm - Kalmar. Deze route zou in de komende 20 jaar tijdens het hoogseizoen door Örnen bevaren worden. In de overige maanden bleef ze in de haven, of werd als reserve veerboot in gezet op andere routes.

1932: Bij de verbouwing werd het promenadedek over het gehele schip doorgetrokken.

1935: Na een verbouwing door Finnboda Varf (Stockholm), waarbij een nieuwe eetzaal onder de brug werd aangebouwd, de oude schoorsteen vervangen werd door een krachtigere en er tevens windschermen werden aangebracht op het dek, werd ze in mei weer in de vaart genomen. 

1937: In 1937 werden er wederom overtochten gemaakt van Stockholm naar Riga. Ook wordt de route van Stockholm (Kungsholms Hamn) (via Södertälje Kanal) naar Kalmar verlengd naar Rønne op Bornholm.

1939: In augustus komt Örnen in aanvaring met Urania bij het invaren van de Haven van Kalmar. Urania kwam daarbij aan de grond te liggen van Tärnör terwijl Örnen, na inspectie te Kalmar, de reis kon voortzetten, zij het met een beschadigde voorsteven.

### 1939-1945 Tweede Wereldoorlog
1939: Örnen wordt gecharterd door de militaire autoriteiten voor bepaalde reizen tussen Västervik / Oskarshamn - Gotland.

1940: Bij het uitbreken van de Tweede Wereldoorlog werd de zomerdienst tussen Stockholm en Kalmar wel weer gestart maar tegelijkertijd werden de diensten tussen Kalmar en Rønne geschrapt. Dit gold overigens ook de daaropvolgende oorlogszomers. Het verkeer werd nu alleen binnen de landsgrenzen gehouden.

1944: In juni loopt zij, op weg naar Kalmar, bij Flatbottnarna, net buiten Oskarshamn aan de grond. De Neptunes trok haar de volgende ochtend vrij. Transporteerde samen met Warjo in oktober 900 Russen, die tijdens de oorlog waren gevlucht naar Zweden, van uit Gävle naar Rauma, Finland. Van november tot januari gecharterd, door Ångfartygs Ab Gotland te Visby op het Zweedse Gotland, en ingezet op de route Visby - Nynäshamn waar het, de door een torpedo tot zinken gebrachte, Hansa verving.

1945: De eerste overtocht werd 5 uur uitgesteld als gevolg van stormweer. In juni aan de grond gelopen nabij Kejsaren ten Zuiden van Arkösund. Het roer werd beschadigd maar kon op eigen kracht verder naar Oskarshamn voor reparatie maar kwam daar drie uur te laat aan. Dit liep echter uit vanwege een staking door de gezamenlijke Zweedse werven. Hierdoor bleef zij er bijna een jaar liggen.

### 1946-1959 Modernisering
1946: In de loop van het voorjaar werd bij het Oskarshamns Værft het gehele schip gemoderniseerd. Het voorsteven werd verhoogd, en werd voorzien van een zogenaamd Soft nose en nieuwe hutten werden gebouwd op zowel het beneden- als het bovendek. Het aangebouwde restaurant moest wijken waardoor er meer plaats vrijkwam voor extra bedden. In totaal was er nu plaats voor 94 bedden. De commandotoren werd vernieuwd en de stoomketel werd verwijderd en een olie aangedreven motor werd geplaatst. De gerenoveerde veerboot werd ingezet op de Stockholm - Öland route. 

1949: Örnen krijgt een nieuwe aanmeer-plaats op Skeppsbron in Stockholm. Zonder tussenstation wordt er nu direct gevaren van Stockholms Skärgård naar Borgholm. Dit is de eerste overvaart buiten het grensgebied van Zweden sinds de Tweede Wereldoorlog.

1950: Sveabo wilde graag af van deze veerboot, en vond een oplossing. Op de route Malmö - Kopenhagen voer rederij AB Öresund (Malmö) al met een veerdienst en door hier met een nieuwe veerdienst te verschijnen, dwong men Rederi AB Öresund tot koop van dit schip. Het werd verkocht voor 1,35 miljoen SEK en werd grondig verbouwd op de Finnboda Værft in Stockholm. Enkele hutten moeten weer verdwijnen waardoor er meerdere passagiers mee kunnen. Verder wordt het schip uitgerust met radar, speakers en nieuwe machines.

1951: Wederom wordt ze ingezet tussen Malmö en Kopenhagen.

### 1959-1965
1959: In dit jaar werd ze verkocht voor £ 29.000,- aan Oy Vaasa-Umeå Ab, Vaasa en herontworpen door Wärtsilä Vasa zodat er vanaf dat moment tot 20 auto's vervoerd konden worden. In oktober wordt begonnen met vier overvaarten tussen Vaasa - Holmsund en twee overvaarten tussen Vaasa - Örnsköldsvik.

1961: Gecharterd door de beursvennootschap Luleå Spedition voor vier reizen Uleåborg - Luleå. In het najaar werd Örnen weer verbouwd. Bij Oy Aino Lindeman Ab Konepaja in Vaasa werd er plaats gemaakt voor 45 auto's.

1962: Wederom werd er gevaren tussen Vaasa - Holmsund / Örnsköldsvik.

1965: Op 31 augustus 1965 werden alle werkzaamheden beëindigd.

### 1966-1972 Vaarwel Scandinavië
1966: Örnen wordt voor € 21.000 verkocht aan het Italiaanse Imperia Giacomo Antonio & Giuseppe Rubaudo en werd omgedoopt naar Rudiae. Ze wordt vervolgens ingezet tussen het Italiaanse eiland Otranto en het Griekse vasteland.

1968: Wederom wordt ze verkocht en ditmaal aan Rosvega Maritima SA, Panama. Hernoemd naar Rumba

1972: Na 63 jaar wordt het schip uit de vaart genomen. Ze wordt verkocht aan Fercomit in Brindisi (Italië), waar ze wordt gesloopt.
Skandia · Heimdal · Hjalmar · Thor · Bornholm · Skandia · Ørnen · Heimdal · Frem · Bornholm · Hammershus · Østersøen · Rotna · Ella · Kongedybet · Østersøen · Bornholm · Thorkild Lund · Bornholm · 66-Paketten · Bornholmerpilen · Hammershus · Rotna · Isefjord · Hammershus · Rotna · Povl Anker · Jens Kofod · Julle · Peder Olsen · Gute · Villum Clausen · Dana Hafnia · Clare · King Of Scandinavia · Bora Mari · Rügen · Vilja · Dueodde · Hammerodde · Skania · Leonora Christina